# سورابی لاکشمی
سورابی لاکشمی (انگلیسی: Surabhi Lakshmi؛ زادهٔ ۱۶ نوامبر ۱۹۸۶) هنرپیشه اهل هند است. وی از سال ۲۰۰۵ میلادی تاکنون مشغول فعالیت بوده‌است.
وی بازیگر فیلم‌هایی همچون گل‌مور، میان من و او و قطار بوده، لاکشمی در سال ۲۰۱۶ برنده جایزه ملی فیلم بهترین بازیگر زن شده‌است.